# Aroldo Betancourt
Aroldo José Betancourt Alvarado (Valencia, Carabobo, 13 de septiembre de 1959) es un actor y animador de televisión venezolano de teatro y televisión.

## Biografía
Aroldo Betancourt nació en La Candelaria, Valencia, Carabobo, el 13 de septiembre de 1959. Comenzó desde muy joven haciendo teatro infantil, posteriormente formó parte del Teatro Universitario de Carabobo. Años después estuvo en el Grupo Actoral 80 para luego llegar a la televisión. 
Debuta en las telenovelas en 1982 con Kapricho S.A. de Radio Caracas Televisión, canal de participaria en 4 producciones donde interpretaría papeles pequeños.
En 1985 pasa a la nómina de Venevisión, donde se inicia en la telenovela protagonizada por Guillermo Dávila y Giselle Blondett, Cantaré para ti. En 1989, también se une a la productora Marte Televisión, donde protagoniza la telenovela María María junto Alba Roversi y Arturo Peniche, además de tener una actuación estelar en la exitosa telenovela Emperatriz, ambas producciones emitidas por Venevisión.
En 1992 viaja a Perú para participar en la serie Casado con mi hermano, y al año siguiente, 1993, regresa a RCTV para protagonizar junto a Marialejandra Martín, Franklin Virgüez y Gledys Ibarra una de las telenovelas más exitosa del canal para la década, Por estas calles.
En 1994 regresa nuevamente a Venevisión para un papel estelar en la exitosa telenovela de César Miguel Rondón Ka Ina, a lo que le seguiría producciones como El país de las mujeres (1998), Amantes de luna llena (2000), Guerra de mujeres (2001), Las González (2002) y Cosita rica (2023). También fue presentador invitado de La guerra de los sexos entre 2001 al 2003, reemplazando a Daniel Sarcos, cuando este no podía conducir el programa.
En 2005 vuelve una vez más a RCTV para participar en telenovelas como Amantes (2005), Mi prima Ciela (2007), y La Trepadora (2008), permaneciendo hasta la salida del aire. En 2011, participa en El árbol de Gabriel de Venevisión, para luego regresar a Radio Caracas, ahora como casa productora, para la telenovela Que el cielo me explique, y en 2018 para Corazón traicionado, ambos bajo el sello de RCTV Producciones.
En 2014 participa en la serie de Venevisión realizada entre Venezuela y Estados Unidos, Los secretos de Lucía como el Capitán Pedro Cárdenas, mientras que en 2017 actúa en lo que sería la última telenovela del canal, Para verte mejor.
Tras 6 años ausente en la televisión, Betancourt se integra en mayo de 2023 a la serie Dramáticas, un producción de Hispanomedios en conjunto con Venevisión.

### Vida personal
Es padre de 2 hijos, Adelmo u Ronald, y en 2013 es padre nuevamente, con su hija Arantza.

## Filmografía

### Telenovelas
| Año  | Título                        | Cadena                   | Personaje                  |
| ---- | ----------------------------- | ------------------------ | -------------------------- |
| 1982 | Kapricho S.A.                 | RCTV                     | Federico                   |
| 1982 | Maite                         | RCTV                     | Gonzalo                    |
| 1982 | Juanito y Él                  | RCTV                     |                            |
| 1982 | De su misma sangre            | RCTV                     |                            |
| 1982 | Campeón sin corona telenovela | RCTV                     |                            |
| 1983 | Bienvenida Esperanza          | RCTV                     | Iván                       |
| 1984 | La hora Menguada              | RCTV                     | Gustavo Adolfo             |
| 1985 | Cantaré para ti               | Venevisión               |                            |
| 1986 | Esa muchacha de ojos café     | Venevisión               | Miguel Subero              |
| 1986 | Ellos dos y alguien más       | Venevisión               | Miniserie                  |
| 1987 | Inmensamente tuya             | Venevisión               | Asdrubal                   |
| 1988 | Para toda la vida             | Venevisión               |                            |
| 1989 | María María                   | Marte Televisión         | Santos Irazabal            |
| 1990 | Emperatriz                    | Marte Televisión         | Dr. Ricardo Montero        |
| 1992 | Casado con mi hermano         | Panamericana Televisión  | Simón                      |
| 1992 | Por estas calles              | RCTV                     | Juez Álvaro Infante        |
| 1994 | María Celeste                 | Venevisión               | Manaure Ledezma            |
| 1995 | Dulce enemiga                 | Venevisión               | Armando Chano              |
| 1995 | Ka Ina                        | Venevisión               | Cruz De Jesús/Padre Gamboa |
| 1996 | Sol de tentación              | Venevisión               | Rildo Castillo             |
| 1997 | Contra viento y marea         | Venevisión               | Don Roman Borges           |
| 1998 | El país de las mujeres        | Venevisión               | Rodolfo Matamoros          |
| 2000 | Hechizo de amor               | Venevisión               | Leonardo Sotomayor         |
| 2000 | Amantes de luna llena         | Venevisión               | Facundo Montoya            |
| 2001 | Guerra de mujeres             | Venevisión               | Olegario                   |
| 2002 | Las González                  | Venevisión               | Próspero                   |
| 2003 | Cosita rica                   | Venevisión               | Vicente Santana            |
| 2005 | Amantes                       | RCTV                     | Saúl Bejarano Gómez        |
| 2006 | Y los declaro marido y mujer  | RCTV                     | Don Jacobo Mujica          |
| 2007 | Mi prima Ciela                | RCTV                     | Augusto Pallares           |
| 2008 | La Trepadora                  | RCTV                     | Don Hilario Guanipa        |
| 2011 | Que el cielo me explique      | RCTV Producciones        | Rubén Llano                |
| 2011 | El árbol de Gabriel           | Venevisión               | Efraín Fernández           |
| 2014 | Los secretos de Lucía         | Venevisión               | Capitán Pedro Cárdenas     |
| 2017 | Para verte mejor              | Venevisión               | Pablo Barranco             |
| 2018 | Corazón traicionado           | RCTV Producciones        | Marco Aurelio Corona       |
| 2023 | Dramáticas                    | Hispanomedios/Venevisión | Eliseo Bustamante          |

### Películas
| Año  | Título                            | País             | Nota                              |
| ---- | --------------------------------- | ---------------- | --------------------------------- |
| 1982 | Cangrejo                          | Venezuela        | Cirilo                            |
| 1984 | La hora meguada                   | Venezuela        |                                   |
| 1991 | Terra Nova                        | Venezuela        | Aldredo                           |
| 1991 | Drácula                           | Venezuela        | Película de TV                    |
| 1991 | Poseída                           | Venezuela        | Película de TV                    |
| 1996 | Nuestra señora de Coromoto        | Venezuela        | El Indio Coromoto. Película de TV |
| 1997 | Salserín: La primera vez          | Venezuela        |                                   |
| 1998 | 100 años de perdón                | Venezuela        | Rogelio                           |
| 1999 | Muchacho Solitario                | Venezuela        |                                   |
| 2002 | Aguas turbulentas                 | Venezuela        | Don Julio                         |
| 2004 | Amor en concreto                  | Venezuela        | Álvaro                            |
| 2004 | La línea del olvido               | Venezuela        | José. Corto                       |
| 2008 | El enemigo                        | Venezuela        |                                   |
| 2012 | Er relajo der loro                | Venezuela        |                                   |
| 2012 | Azul y no tan Rosa                | Venezuela-España | Luis Fernando                     |
| 2017 | Santiago Apóstol                  | España           |                                   |
| 2019 | Blindado                          | Colombia         |                                   |
| 2019 | El Dicaprio de Corozopando        | Venezuela        |                                   |
| 2020 | Monica entre el cielo y la tierra | Venezuela        | Gonzalo                           |
| 2022 | Venite pa' Maracaibo              | Venezuela        |                                   |
| 2022 | Hotel Providencia                 | Venezuela        |                                   |
| 2023 | El Niño Dios                      | México           | Satanás                           |

### Programas
- La guerra de los sexos (2001-2003) - Presentador invitado

### Teatro
Ha participado en más de 30 obras de teatro, entre ellas: El pez que fuma, Calígula, Amado enemigo, Su novela romántica en el aire, Sagrado y obsceno, El pelícano, A la diestra de Dios padre, Juegos a la hora de la siesta, La declaración y Reina Pepiada.